# ヘッブの法則
ヘッブの法則（ヘッブのほうそく）は、脳のシナプス可塑性についての法則である。ヘッブ則、ヘブ則とも呼ばれる。心理学者のドナルド・ヘッブによって提唱された。ニューロン間の接合部であるシナプスにおいて、シナプス前ニューロンの繰り返し発火によってシナプス後ニューロンに発火が起こると、そのシナプスの伝達効率が増強される。また逆に、発火が長期間起こらないと、そのシナプスの伝達効率は減退するというものである。